# Shadwell Basin

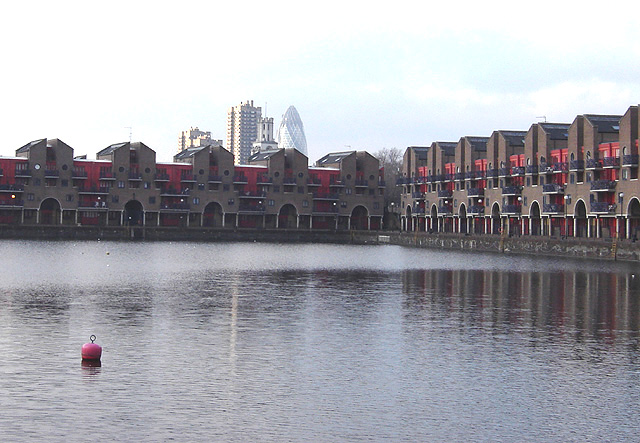
Shadwell Basin.(Januar 2006)

Das Shadwell Basin war Teil der London Docks, eine Reihe von Hafenbecken unter der Verwaltung der London Dock Company in Wapping (London) und Teil des Londoner Hafens.
Heute ist das Shadwell Basin die am deutlichsten sichtbare Wasserfläche, die von den historischen London Docks noch übriggeblieben ist. Es liegt am Nordufer der Themse zwischen der Tower Bridge im Westen und Limehouse im Osten.
Anders als die anderen Teile der London Docks, die alle verfüllt wurden, blieb das am weitesten östlich liegende Shadwell Basin erhalten. Es besitzt heute eine Wasserfläche von 2,8 ha, wird für Freizeitaktivitäten (wie Segeln, Kanufahren und Fischen) genutzt und ist auf drei Seiten von attraktiven Wohnhäusern an seinen Ufern umgeben, die von den führenden britischen Architekten McCormac, Jamieson, Prichard und Wright entworfen wurden.
Die Wohnhäuser haben vier oder fünf Stockwerke und ihre Fassaden, die mit offen Bögen oder geschlossenen Strukturen geschmückt sind, spiegeln die alten Lagerhäuser am Hafenbecken des 19. Jahrhunderts wider, die Kolonnaden an den Kais besaßen.
Das Shadwell Basin kann mit beliebten Rad- und Fußwegen aufwarten und mit einem Gehweg am Wasser entlang als Teil des angrenzenden Freigeländes mit Kanälen zwischen dem Fluss und dem Hermitage Basin in der Nähe der St. Katharine Docks im Westen. Als Teil von Londons erster geschlossener Hafenanlage gehört das Shadwell Basin zu den seit Mitte der 1980er-Jahre gestalteten Docklands, die freien Zugang zu Wasserflächen und Freizeiteinrichtungen gewähren.

## Geschichte
In den 1830er-Jahren wurden die London Docks nach Osten erweitert, wodurch das ‘’Estern Dock’’ und das Shadwell Basin (gebaut 1828–1932) entstanden. Eine neue Einfahrt von der Themse her wurde daher in Shadwell gebaut. Sie wurde 1832 eröffnet und Shadwell Entrance getauft (die Haupteinfahrt zu den Hafenbecken war in Wapping und es gab eine dritte über das Hermitage Basin).
In den 1850er-Jahren erkannte die London Dock Company, das sowohl die Einfahrt in Wapping als auch die in Shadwell zu schmal für die größeren Schiffe waren, die nach und nach in Dienst gestellt wurden. 1854–1858 entstand eine neue Einfahrt (13,7 m breit) und ein neues Einfahrtsbecken in Shadwell, das einzige Element der London Docks, das bis heute überlebt hat. Es wurde mit dem westlichen Hafenbecken durch das Eastern Dock und das kürzere Tobacco Dock verbunden.
Anfang des 20. Jahrhunderts erwiesen sich die Hafenanlagen in Wapping als veraltet, da sie den großen Dampfschiffen keinen Liegeplatz mehr bieten konnten. Die großen Schiffe wurden stromabwärts entladen und die Waren von Barken in die Lagerhäuser von Wapping transportiert. Diese Vorgehensweise war aber unwirtschaftlich und ineffizient. Darin liegt der Grund, aus dem die Hafenanlagen in Wapping als eine der ersten in den 1960er-Jahren geschlossen wurden.

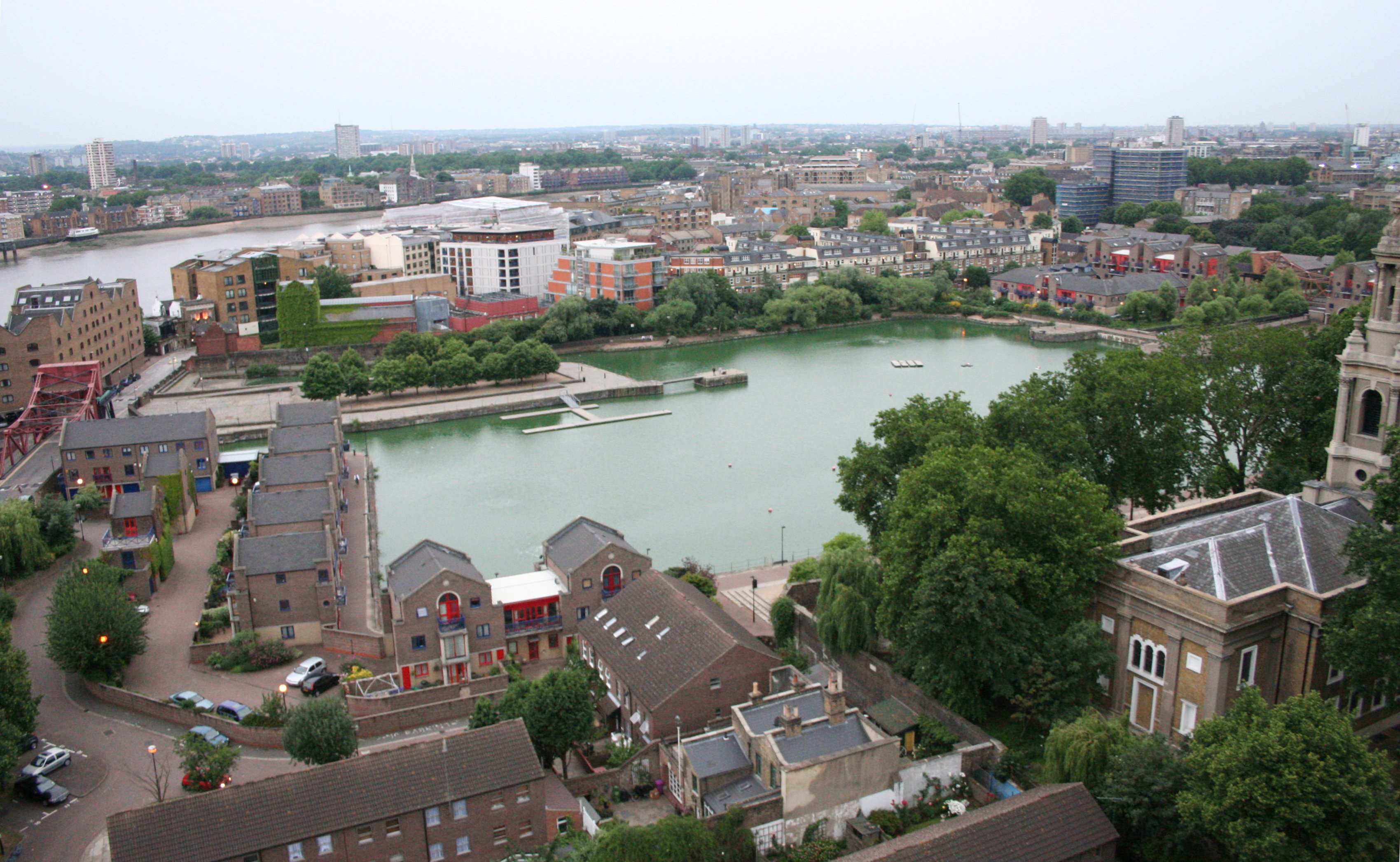
Shadwell Basin

Die London Docks wurden 1969 für den Handelsschiffverkehr geschlossen. Das Shadwell Basin und der westliche Teil der London Docks wurden vom London Borough of Tower Hamlets erworben und wurden zunächst zur Industriebrache, vorwiegend ungenutztes Land und Wasserfläche. 1981 wurde das Gelände von der ‚’London Docklands Development Corporation’’ (LDDC) gekauft und 1987 waren 169 Wohn- und Mietshäuser in den früheren Hafenanlagen entstanden.

## Bekannte Bewohner
Politiker
Parlamentsmitglied für Poplar und Canning Town Jim Fitzpatrick für die Labour Party, MP seit 1997
Victorianische Ära
Sir William Henry Perkin (1838–1907), Chemiker, der das Anilinpurpur entdeckte, wurde in der St. Paul’s Church in Shadwell getauft.
Früher
- Captain James Cook (1728–1779) lebte in der Gegend und ließ einige seiner Kinder in der St. Paul’s Church in Shadwell taufen.
- Jane Randolph (1720–1776), Mutter des Präsidenten der Vereinigten Staaten Thomas Jefferson, wurde am Shakespeare Walk (einer Straße, die von Norden nach Süden über das Gelände verlief, das heute das Shadwell Basin ist) und wurde ebenfalls in der St. Paul’s Church in Shadwell getauft.
- John Wesley (1703–1791) predigte in der  St. Paul's Church in Shadwell